# Gamasomorpha wasmanniae
Gamasomorpha wasmanniae är en spindelart som beskrevs av Cândido Firmino de Mello-Leitão 1939. 
Gamasomorpha wasmanniae ingår i släktet Gamasomorpha och familjen dansspindlar. Inga underarter finns listade i Catalogue of Life.